# Francisco Xavier Pinto de Lima
Francisco Xavier Pinto de Lima, o barão de Pinto Lima (Bahia, 20 de fevereiro de 1832 — Rio de Janeiro, 9 de agosto de 1901), foi um político brasileiro.

## Vida
Filho de Francisco de Pinto Lima e de Inácia Maria de Carvalho Lima, era bacharel em Direito e foi magistrado. Foi deputado geral pela Bahia em várias legislações e ministro da Marinha do Brasil, nomeado por carta imperial de 31 de agosto de 1864, de 31 de agosto de 1864 a 12 de maio de 1865 (ver Gabinete Furtado).
Foi presidente da província de São Paulo, de 19 de junho a 21 de dezembro de 1872, e da província do Rio de Janeiro, de 26 de novembro de 1874 a 18 de janeiro de 1878. Foi também presidente da província do Rio Grande do Sul, de 4 de novembro de 1870 a 24 de maio de 1871 e agraciado comendador da Imperial Ordem da Rosa e da Real Ordem de Vila Viçosa de Portugal. 